# Guerguemishi
Guerguemishi (en georgiano: გერგემიში) o Gargamish (en abjasio: Гьаргьамышь, romanizado: Gargamysh) es una aldea que pertenece a la parcialmente reconocida República de Abjasia, parte del distrito de Gulripshi, aunque de iure pertenece al municipio de Gulripshi de la República Autónoma de Abjasia de Georgia.

## Toponimia
El nombre Guerguemishi signficia en esvano "perteneciente a San Jorge".

## Geografía
Guerguemishi se encuentra en las estribaciones de los montes de Abjasia, en la orilla derecha del río Azanta. La aldea se encuentra a 35 km de Gulripshi y se administra desde el pueblo de Tsebelda.

## Demografía
La evolución demográfica de Guerguemishi entre 1959 y 1989 fue la siguiente:
| 150                                                 | 83 |
| (Fuente: Population of Abkhazia since Soviet times) |    |

Antes de la guerra de Abjasia, la mayoría de la población local eran georgianos.